# Séneçon à feuilles de ptarmique
Senecio ptarmicifolius
Espèce
Le séneçon à feuilles de ptarmique (Senecio ptarmicifolius Bory) est une espèce de plantes à fleurs de la famille des Asteraceae (ou composées). Elle est endémique de l'île de La Réunion, département d'outre-mer français du sud-ouest de l'océan Indien.

## Répartition géographique
Cette variété de séneçon n'est actuellement connue que sur deux sites du Piton des Neiges.
Découvert en 1801 par le naturaliste Jean-Baptiste Bory de Saint-Vincent, le séneçon à feuilles de ptarmique fut observé en plusieurs endroits, consignés par E.J. de Cordemoy dans sa Flore de la Réunion (1895). Alors que la dernière observation datait de 1867, et qu'on le pensait disparu, des prospections botaniques menées en 2006 par le Conservatoire Botanique National de Mascarin ont permis d'en retrouver un petit nombre de pieds près de la Caverne Dufour.
L'espèce est classée en danger critique d'extinction par l'UICN.

## Description
Appartenant à un groupe de plantes des hautes montagnes tropicales d’Afrique de l’Est, Senecio ptarmicifolius Bory est proche de Senecio schweinfurthii O. Hoffm., que l'on trouve notamment sur le Mont Kenya et sur le Kilimandjaro.